# Peyrusse-Massas
Peyrusse-Massas é uma comuna francesa na região administrativa de Occitânia, no departamento de Gers. Estende-se por uma área de 6,49 km². Em 2010 a comuna tinha 109 habitantes (densidade: 16,8 hab./km²).